# Munderich von Langres
Munderich von Langres (frz. Mondry, Modericus, Mondericus, Mundéric; lat. Mundericus) (* um 540; † um 580) war ein fränkischer Bischof und christlicher Heiliger. Sein Feiertag ist der 18. März. Da er zum Teil mit Mondry von Cellettes gleichgesetzt wird, findet man auch den 10. und 12. Mai als Feiertage.
Munderich von Langres war der Sohn von Ferreolus von Rodez und der Heiligen Deuteria, Äbtissin von Saint-Pierre in Reims. Seine Geschwister waren Férreole de Narbonne, Lucilla Ferreola, Agilulf, Deotarius, Babon, Ragenfred und Ausbert.
Munderich war Koadjutor des erkrankten Bischofs Tetricus von Langres, der 572/73 starb. Er wurde danach zum Bischof von Tonnerre geweiht. Er fiel jedoch bei dem Frankenkönig Guntram I. in Ungnade und wurde inhaftiert. Nach seiner Freilassung begab er sich nach Austrasien in die Obhut von König Sigibert I. Dieser setzte ihn als Bischof im neu gegründeten Bistum Arisitum ein. Kurze Zeit später starb Munderich.